# زنان در لسوتو
در سال ۲۰۱۷، ۱٫۱ میلیون زن در لسوتو زندگی می‌کردند که ۵۱٫۴۸٪ از جمعیت را تشکیل می‌دادند. ۳۳٪ از زنان زیر ۱۵ سال سن داشتند، ۶۱٫۴٪ بین ۱۵ تا ۶۴ سال سن داشتند و ۵٫۳٪ بالای ۶۴ سال بودند. آن‌ها در سال ۲۰۰۸ با تصویب قانون پس‌انداز و توسعه بانک لسوتو ۲۰۰۸ وضعیت کامل قانونی دریافت کردند. زنان در لسوتو به‌طور نامتناسبی از ایدز می‌میرند. از نظر تاریخی، زنان به عنوان سرپرست خانوار قدرت داشته‌اند و کنترل تصمیمات مالی خانواده را در دست داشته‌اند. دولت اقداماتی برای تضمین نمایندگی برابر جنسیت‌ها در دولت از طریق سهمیه‌ها انجام داده است، و زنان در لسوتو بیش از مردان تحصیل کرده‌اند. با این حال، سوءاستفاده خانگی، خشونت جنسی، نبود تحرک اجتماعی، و بحران‌های بهداشتی ذکر شده همچنان مشکلات مداوم هستند. جنبش‌های اجتماعی و اقتصادی، مانند مهاجرت گسترده مردان به آفریقای جنوبی و ظهور صنعت پوشاک، هم به پیشرفت و هم به مشکلاتی که زنان در لسوتو امروز با آن روبرو هستند، کمک کرده‌اند.

## برابری جنسیتی

### آموزش
لسوتو در این زمینه منحصربه‌فرد است که برخلاف بیشتر کشورهای در حال توسعه که سیستم‌های آموزشی به نفع مردان دارند، زنان در لسوتو نرخ دستاوردهای آموزشی بالاتری نسبت به مردان دارند. در آموزش متوسطه، به ازای هر مرد ۱٫۶ زن وجود دارد، که این نسبت بالاترین نسبت در جهان برای دستاوردهای آموزشی زنان است. از سال ۲۰۰۰، دولت لسوتو تلاش‌های هماهنگی برای تشویق آموزش زنان و سوادآموزی ملی انجام داده است و بالاترین درصد از تولید ناخالص داخلی خود را به آموزش اختصاص داده است که از هر کشور دیگری در جهان بیشتر است. آن‌ها موفق به دستیابی به نرخ سوادآموزی ۹۵٪ برای زنان شده‌اند (در حالی که نرخ مردان ۸۳٪ است). اگرچه این یک دستاورد است، اما طبق پروژه جهانی آموزش یونسکو برای دختران و زنان، بسیاری از پیشرفت‌ها در دستاوردهای آموزشی زنان را می‌توان با مهاجرت مردان به آفریقای جنوبی به دلیل مشکلات اقتصادی مرتبط دانست. نسبت ۱٫۶ بیشتر منعکس‌کننده جامعه‌ای است که در آن زنان از نظر جمعیتی بیشتر از مردان هستند تا پیشرفت‌های قابل‌توجه در آموزش.
برخی از مشکلات باقی‌مانده در آموزش زنان شامل نرخ‌های بالای ترک تحصیل، عملکرد پایین‌تر در مدرسه و هزینه‌های آموزشی است. طبق گزارش یونسکو، «در سال ۲۰۰۹، ۲۵٪ از دختران در سطح ابتدایی و ۶۴٪ در سطح متوسطه از مدرسه خارج شده بودند.» علاوه بر این، در حالی که در سال ۲۰۰۰ زنان در ریاضیات و علوم دیگر بهتر از مردان عمل می‌کردند، تا سال ۲۰۱۰ فاصله عملکرد در حوزه STEM به نفع مردان تغییر کرد.

### اقتصاد
برای دهه‌ها، اقتصاد لسوتو با نرخ بالای بیکاری، کاهش درآمد خانوار و حدود ۶۰٪ از جمعیت زیر خط فقر ملی مبارزه کرده است. به‌طور تاریخی، زنان در لسوتو در اقتصاد غیررسمی فعال بوده‌اند. اگرچه محدود به حوزه داخلی بودند، اما در صنایعی مانند کشاورزی، پرورش حیوانات و تولیدات صنایع دستی به اقتصاد ملی کمک می‌کردند. با این حال، با گذشت زمان زنان به تعداد بیشتری وارد نیروی کار رسمی شده‌اند. نرخ بیکاری زنان در سال ۲۰۱۷ حدود ۳۰٪ بود که بالاتر از کمترین مقدار تاریخی آن یعنی ۲۶٪ در سال ۲۰۱۲ است. با این حال، این بخشی از یک روند کلی نزولی از دهه ۱۹۹۰ است، جایی که نرخ بیکاری زنان به اوج ۴۸٫۴۸٪ رسید. در سال ۲۰۱۷، زنان تقریباً ۴۷٪ از نیروی کار را تشکیل می‌دادند. طبق گزارشی از کنفرانس تجارت و توسعه سازمان ملل، زنان بخش عمده‌ای از نیروی کار بسیار ماهر را تشکیل می‌دهند. اقتصاد لسوتو به‌طور تاریخی و همچنان بر پایه کشاورزی معیشتی بوده است، با این حال افزایش قابل توجهی در تولید نساجی مشاهده شده است.

#### کارآفرینی
هنگامی که لسوتو برنامه ملی توسعه استراتژیک خود را برای سال‌های ۲۰۱۲–۲۰۱۷ منتشر کرد، یکی از عوامل کلیدی توسعه، رشد بخش کسب‌وکارهای کوچک بود. افزایش تعداد زنان به عنوان مالکین کسب‌وکارهای کوچک نیز بخش کلیدی از برنامه توسعه جنسیتی آن‌ها بود که با همکاری پروژه توسعه کارآفرینی زنان و برابری جنسیتی (WEDGE) ساخته شد. دولت نروژ نیز در این پروژه مشارکت دارد، با هدف:
«ایجاد محیطی حمایت‌گرانه برای رشد کسب‌وکارهای متعلق به زنان؛ ساخت ظرفیت نهادی آژانس‌های مرتبط با توسعه کارآفرینی زنان و برابری جنسیتی، مانند ظرفیت ارائه‌دهندگان خدمات توسعه کسب‌وکار (BDS) و شرکای آن‌ها برای ارائه خدمات بهتر و بیشتر به زنان؛ و توسعه ابزارها و خدمات حمایتی برای زنان کارآفرین به منظور بهبود بهره‌وری و رشد کسب‌وکارهای GOWER تولیدی‌تر…»
در حالی که این وضعیت در سایر نقاط آفریقا مانند اوگاندا و کامرون وجود ندارد، زنان در مالکیت کسب‌وکارهای کوچک در لسوتو کمتر نمایندگی می‌شوند. در سال ۲۰۰۸، ۱۷٪ از کسب‌وکارهای کوچک متعلق به زنان بودند. اکثر کسب‌وکارهای کوچک متعلق به زنان در بخش خرده‌فروشی بودند، و پس از آن بخش خدماتی، با تعداد کمی در بخش‌های صنعتی و فرآوری کشاورزی. مردان مالک بزرگ‌ترین کسب‌وکارهای کوچک مورد بررسی بودند، در حالی که زنان بیشتر احتمال داشت مالک «کسب‌وکارهای بقائی» باشند. اگرچه از زمان تصویب قانون ظرفیت قانونی افراد متأهل ۲۰۰۸ و قانون پس‌انداز و توسعه بانک لسوتو ۲۰۰۸ داده‌های جامع نظرسنجی وجود ندارد، اما محدودیت‌های آزادی اقتصادی زنان قبل از این قوانین به احتمال زیاد به کمبود مالکیت کسب‌وکارهای کوچک توسط آن‌ها کمک کرده است. پروژه توسعه کارآفرینی زنان و برابری جنسیتی نقش عمده‌ای در تصویب این قوانین داشت، با هدف بهبود برابری جنسیتی در محیط‌های کسب‌وکار.